# Poul F. Joensen
Poul Frederik Joensen (18. november 1898 i Sumba på Færøerne – 27. juni 1970 i Froðba) var en færøsk digter, der var særlig kendt for sine satiriske digte, kærlighedsdigte, fortællinger og sange. Han har også oversat digte af udenlandske poeter, som han så som sine åndsfæller. Bl.a. har han oversat flere digte af Heinrich Heine og af Robert Burns. Hans første digtsamling Gaman og álvara (Spøg og alvor) fra 1924 var Færøernes anden digtsamling på færøsk sprog, det var Felagið Varðin med Richard Long som udgav hans digtsamling. Færøernes første digtsamling på færøsk var Janus Djurhuus's Yrkingar fra 1914.
Poul (Pól) F. Joensen var søn af Daniel Jacob Joensen í Hørg og Anna Sofia, født Langaard, som begge stammede fra Sumba. Senere giftede Poul F. Joensen sig med Julia Mortensen fra Froðba.
Som 14-årig var han til søs i ca. et år. Han ville fortsætte med at fiske, og havde planer om at tage afsted med fiskeskibet Robert Miller, men hans forældre gav ham ikke lov til det. I stedet sendte de ham til Tórshavn for at tage uddannelse som lærer. Det viste sig senere, at hvis han var taget afsted med Robert Miller, så var han aldrig kommet hjem igen, for skibet gik ned med mand og mus den samme tur. Han fik i 1917 sin lærereksamen i Tórshavn og underviste 1919-27 i Froðba og  1947-49 i Lopra og Akrar på Suðuroy. Efter tiden som lærer levede han af sit forfatterskab og det lille landbrug i Froðba.
Joensen svang sit satiriske sværd over alle former for autoriteter. Han er endvidere kendt for sin indsats for at bevare de gamle færøske kvæder. Han skrev også smukke kærlighedsdigte. En del af Poul F.s digte er udgivet som CD af musikeren og sangeren Hanus G. Johansen, som komponerede melodier til flere af Poul F.s digte. Disse sange blev meget populære, folk har taget sangene til sig og de bliver ofte sunget til fællessang rundt omkring på øerne.
1963 fik Poul F. Joensen Færøernes litteraturpris. 
Den 19. januar 2007 blev der i Sumba skole indviet en gipsbuste af Joensen, udført af den italienske billedhugger Giovanni Francesco Nonne, Vágur. 
I juni 2007 blev en mindesten rejst i Froðba til minde om Poul F. Joensen. Den står i nærheden af huset, hvor han boede det meste af sit voksne liv. Stenen er fra Sumba, hvor Poul F. voksede op.
En del af Poul F. Joensens digte er oversat til dansk, svensk, tysk og engelsk. Digtet Jarðarferðin (Begravelsen) er et af de mest kendte og er oversat til flere andre sprog.
- Højskolesangbogen 18. udgave s.400: Fagre blomst på fjeldets side